# Liopropoma pallidum
Liopropoma pallidum là một loài cá biển thuộc chi Liopropoma trong họ Cá mú. Loài này được mô tả lần đầu tiên vào năm 1938.

## Phân bố và môi trường sống
L. pallidum có phạm vi phân bố ở Tây và Trung Thái Bình Dương. Loài cá này được tìm thấy ở ngoài khơi một số quần đảo thuộc châu Đại Dương, gồm: quần đảo Caroline, quần đảo Mariana, quần đảo Marshall đến quần đảo Line, quần đảo Society, Tuamotu, quần đảo Austral, và quần đảo Pitcairn; L. pallidum cũng được ghi nhận ở vùng biển phía tây nam đảo Đài Loan. L. pallidum sống trong các đầm phá và gần các rạn san hô ở độ sâu khoảng từ 6 đến 40 m.

## Mô tả
Chiều dài cơ thể tối đa được ghi nhận ở L. pallidum là 6,4 cm.
Số gai ở vây lưng: 8; Số tia vây mềm ở vây lưng: 11 - 12; Số gai ở vây hậu môn: 3; Số tia vây mềm ở vây hậu môn: 8.